# Cheremule
Cheremule là một đô thị ở tỉnh Sassari trong vùng Sardegna, có khoảng cách khoảng 150 km về phía bắc của Cagliari và cách khoảng 30 km về phía đông nam của Sassari. Tại thời điểm ngày 31 tháng 12 năm 2004, đô thị này có dân số 489 người và diện tích là 24,2 km².
Cheremule giáp các đô thị: Borutta, Cossoine, Giave, Thiesi, Torralba.